# لويز آن بوشارد
لويز آن بوشارد (بالفرنسية: Louise Anne Bouchard)‏ كاتبة كندية-سويسرية ولدت في 23 مايو 1955 درست الأدب في جامعة كيبيك بمسقط رأسها في مدينة مونتريال الكندية.